# Valérie Quennessen
Valérie Quennessen est une actrice française, née le 3 décembre 1957 à Boulogne-Billancourt (Seine) et morte le 19 mars 1989 près de Saint-Ouen-des-Champs (Eure).

## Biographie
Élève du Conservatoire national supérieur d'art dramatique (promotion 1979), elle a suivi les cours de Marcel Bluwal, Pierre Vial et Antoine Vitez. Elle est notamment connue pour les trois films qu'elle a tournés entre 1979 et 1982 avec des réalisateurs américains, French Postcards (Willard Huyck), Conan le Barbare (John Milius) et Summer Lovers (Randal Kleiser).

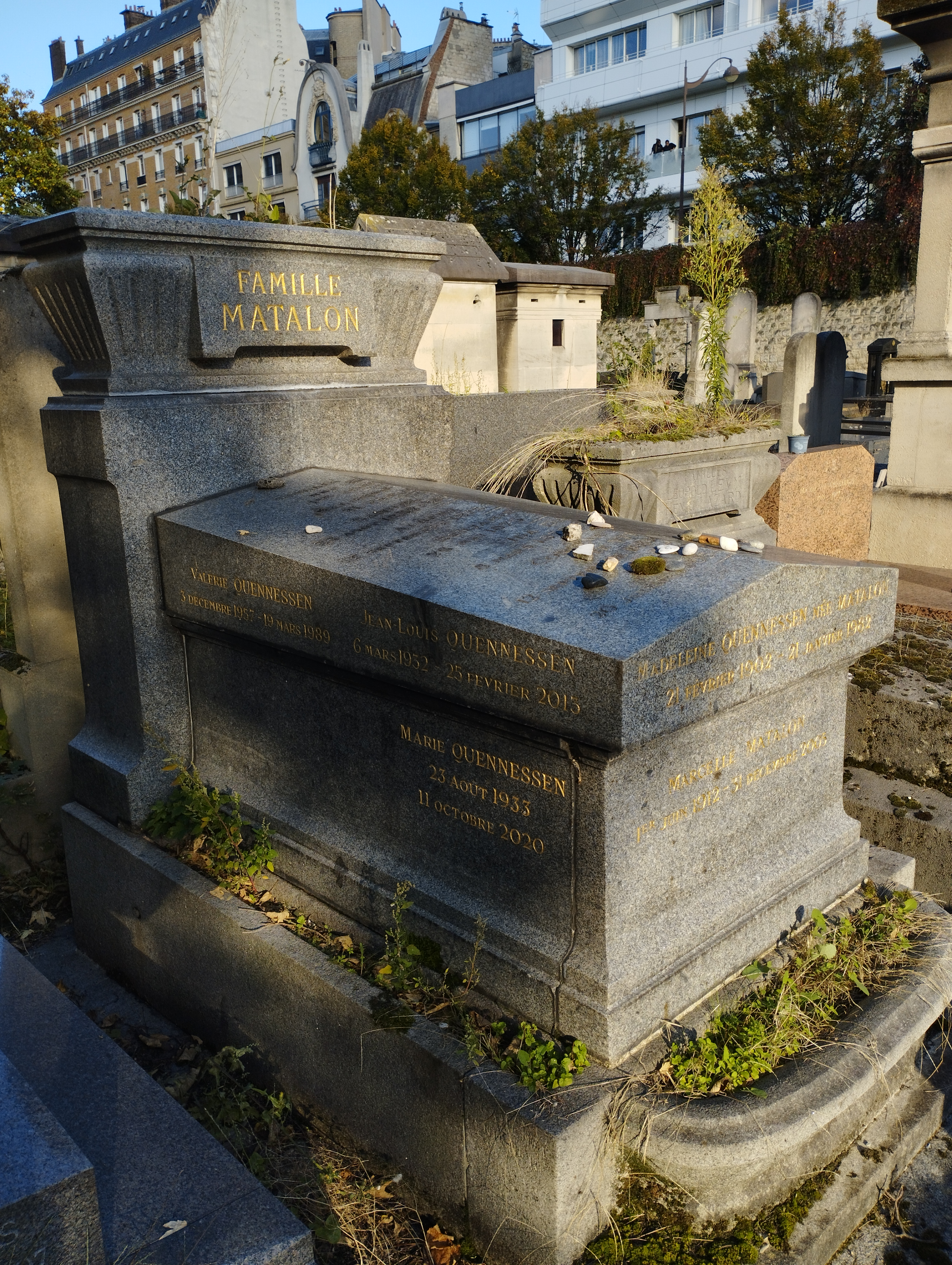
Tombe de Valérie Quennessen au cimetière du Montparnasse (division 30).

Valérie Quennessen perd la vie à 31 ans dans un accident de voiture survenu sur l'autoroute française A13. Elle repose au cimetière du Montparnasse (division 30).

## Filmographie
- 1976 : Le Petit Marcel (Jacques Fansten) : la réceptionniste
- 1976 : Le Plein de super (Alain Cavalier) : Marie
- 1978 : La nuova colonia (de Luigi Pirandello), mise en scène Anne Delbée, en différé du Nouveau Carré Silvia Monfort : Mita
- 1978 : La Tortue sur le dos (Luc Béraud) : une étudiante
- 1978 : Brigade des mineurs : Tête de rivière (Guy Lessertisseur - épisode télé) : Doris.
- 1978 : On efface tout (Pascal Vidal).
- 1979 : Martin et Léa (Alain Cavalier) : Cléo
- 1979 : French Postcards (Willard Huyck) : Toni
- 1981 : Pause café (Serge Leroy - série télévisée, 1 épisode) : une secrétaire
- 1981 : Silas (Sigi Rothemund - série télévisée allemande, 1 épisode) : Melinda, lavandière
- 1981 : Les Uns et les Autres (Claude Lelouch) : l'amie de Francis Huster
- 1981 : Les Uns et les Autres (Claude Lelouch - mini-série, TV)
- 1982 : Conan le Barbare (John Milius) : la princesse Yasmina
- 1982 : Summer Lovers (Randal Kleiser) : Lina
- 1982 : We Cannes (François Manceaux - court métrage) : Janine
- 1984 : Quartier sud (Mathias Ledoux - moyen métrage, TV) : Rébecca
- 1985 : La petite commission (Jean-Paul Salomé - court métrage) : Sœur Clarisse
- 1985 : Mode in France (William Klein - documentaire, TV) : une femme-flic
- 1989 : Eaux troubles, épisode de la série télévisée Haute tension (Alain Bonnot - tourné en 1988) : Judith

## Théâtre
- 1976 : Bajazet (de Jean Racine), mise en scène Stéphan Boublil, Studio d'Ivry
- 1976 : Phèdre (de Jean Racine), mise en scène Antoine Bourseiller, Théâtre Récamier : Ismène
- 1976 : Chers Zoiseaux (de Jean Anouilh), mise en scène Jean Anouilh et Roland Piétri, Comédie des Champs-Élysées[1]
- 1977 : La nuova colonia (de Luigi Pirandello), mise en scène Anne Delbée, Nouveau Carré Silvia Monfort : Mita
- 1979 : Babylone (de Alain Gautré), mise en scène Pierre Pradinas, Théâtre du Chapeau Rouge, Avignon